# Torneio Rio-São Paulo 2002
Das Torneio Rio-São Paulo 2002 war die 25. und letzte Austragung des Torneio Rio-São Paulo, eines Fußballpokalwettbewerbs in Brasilien. Er wurde vom 19. Januar bis 12. Mai 2002 ausgetragen. Die besten sechs Klubs qualifizierten sich für die Copa dos Campeões 2002. Einem Wettbewerb, in welchem landesweit ein Teilnehmer an der Copa Libertadores 2003, dem wichtigsten südamerikanischen Klubwettbewerb, ermittelt wurde.

## Modus
Zunächst traten die Klubs traten einmal gegen jeden Klub an. Somit fünfzehn Spiele pro Klub. Die vier Gruppenbesten zogen ins Halbfinale ein. Ab diesem wurden die Spiele in Hin- und Rückspiel ausgetragen.

## Teilnehmer
| Teilnehmer Rio de Janeiro | Teilnehmer São Paulo               |
| ------------------------- | ---------------------------------- |
| America FC (RJ)           | SC Corinthians                     |
| Americano FC (RJ)         | Jundiaí FC                         |
| Bangu AC                  | Guarani FC                         |
| Botafogo FR               | SE Palmeiras                       |
| CR Flamengo               | AA Ponte Preta                     |
| Fluminense FC             | Associação Portuguesa de Desportos |
| CR Vasco da Gama          | FC Santos                          |
|                           | AD São Caetano                     |
|                           | FC São Paulo                       |

## Vorrunde

### Tabelle Vorrunde
| Pl. | Verein      | Sp. | S | U | N  | Tore    | Diff. | Punkte |
| --- | ----------- | --- | - | - | -- | ------- | ----- | ------ |
| 1.  | Corinthians | 15  | 9 | 4 | 2  | 030:140 | +16   | 31     |
| 2.  | Palmeiras   | 15  | 9 | 4 | 2  | 034:230 | +11   | 31     |
| 3.  | São Paulo   | 15  | 8 | 2 | 5  | 047:310 | +16   | 26     |
| 4.  | São Caetano | 15  | 8 | 1 | 6  | 023:180 | +5    | 25     |
| 5.  | Fluminense  | 15  | 7 | 3 | 5  | 033:230 | +10   | 24     |
| 6.  | Vasco       | 15  | 6 | 6 | 3  | 032:230 | +9    | 24     |
| 7.  | Botafogo    | 15  | 6 | 5 | 4  | 032:250 | +7    | 23     |
| 8.  | Jundiaí FC  | 15  | 6 | 5 | 4  | 032:270 | +5    | 23     |
| 9.  | Santos      | 15  | 6 | 5 | 4  | 025:200 | +5    | 23     |
| 10. | Portuguesa  | 15  | 6 | 2 | 7  | 027:370 | −10   | 20     |
| 11. | Ponte Preta | 15  | 5 | 5 | 5  | 029:280 | +1    | 20     |
| 12. | Guarani     | 15  | 5 | 5 | 5  | 019:190 | ±0    | 20     |
| 13. | Flamengo    | 15  | 4 | 3 | 8  | 034:380 | −4    | 15     |
| 14. | Americano   | 15  | 3 | 2 | 10 | 020:370 | −17   | 11     |
| 15. | Bangu       | 15  | 1 | 5 | 9  | 018:380 | −20   | 08     |
| 16. | America     | 15  | 2 | 1 | 12 | 015:490 | −34   | 07     |

### Kreuztabelle
|             | America | Americano | Bangu | Botafogo | SC Corinthians | Flamengo | Fluminense | Guarani | Jundiaí | Palmeiras | Ponte Preta | Portuguesa | Santos | São Caetano | São Paulo | Vasco |
| ----------- | ------- | --------- | ----- | -------- | -------------- | -------- | ---------- | ------- | ------- | --------- | ----------- | ---------- | ------ | ----------- | --------- | ----- |
| America     | –       |           | 2:2   |          | 0:2            |          |            | 2:4     | 0:8     |           |             | 4:3        |        | 0:3         |           | 0:2   |
| Americano   | 1:0     |           | –     |          | 2:5            |          | 3:3        |         |         | 0:2       | 2:3         | 1:2        | 3:2    | 1:0         |           |       |
| Bangu       |         | 1:1       | –     | 1:1      |                | 2:5      |            |         |         | 1:3       | 1:1         | 3:0        | 1:1    |             |           |       |
| Botafogo    | 0:1     |           |       | –        |                |          |            | 1:2     | 5:1     | 2:1       |             |            |        | 1:1         | 2:2       | 2:2   |
| Corinthians |         | 3:0       | 3:1   | 3:1      | –              |          |            |         | 2:2     |           | 3:1         |            |        |             | 3:1       | 1:0   |
| Flamengo    | 3:0     |           |       | 2:4      | 4:3            | –        |            | 1:1     | 2:1     |           |             |            |        | 1:2         | 2:4       |       |
| Fluminense  |         | 2:0       | 2:1   | 1:1      | 1:1            | 2:1      | –          |         |         |           | 2:1         | 3:4        | 1:1    |             |           |       |
| Guarani     |         | 2:0       | 1:0   |          | 1:1            |          | 0:2        | –       |         |           | 1:1         | 1:0        |        |             | 2:3       | 1:1   |
| Jundiaí     | 6:1     | 3:2       | 4:2   |          |                |          | 3:0        | 1:0     | –       | 1:1       |             |            |        |             | 3:2       | 2:2   |
| Palmeiras   | 4:3     |           |       | 0:0      |                | 3:2      | 2:1        | 3:2     |         | –         |             | 3:3        | 2:1    | 2:0         |           |       |
| Ponte Preta | 3:0     |           |       | 3:1      |                | 3:3      |            |         | 1:1     | 2:1       | –           |            | 3:1    | 1:0         |           |       |
| Portuguesa  |         |           |       | 1:3      | 1:4            | 5:4      |            |         | 1:0     |           | 3:2         | –          | 1:1    | 2:0         | 0:4       |       |
| Santos      | 3:0     |           |       | 3:3      | 1:0            | 2:0      |            | 2:0     | 1:2     |           |             |            | –      | 2:1         | 3:2       |       |
| São Caetano |         |           | 4:2   | 0:1      |                |          | 2:1        | 1:1     | 4:2     |           |             |            |        | –           | 1:0       | 3:0   |
| São Paulo   | 4:1     | 5:3       | 7:0   |          |                |          | 4:3        |         |         | 2:4       | 4:1         |            |        |             | –         | 2:3   |
| Vasco       |         | 3:0       | 5:1   |          |                | 3:1      | 1:3        |         |         | 2:2       | 3:3         | 4:1        | 1:1    |             |           | –     |

## Finalrunde

### Turnierplan ab Halbfinale
|  | Halbfinale              | Halbfinale  | Halbfinale | Halbfinale | Halbfinale |  |  | Finale                  | Finale      | Finale | Finale | Finale |
|  |                         |             |            |            |            |  |  |                         |             |        |        |        |
|  |                         |             |            |            |            |  |  |                         |             |        |        |        |
|  | São Paulo (Bundesstaat) | São Caetano | 1          | 1          | 2          |  |  |                         |             |        |        |        |
|  | São Paulo (Bundesstaat) | Corinthians | 1          | 3          | 4          |  |  |                         |             |        |        |        |
|  |                         |             |            |            |            |  |  | São Paulo (Bundesstaat) | Corinthians | 3      | 1      | 4      |
|  |                         |             |            |            |            |  |  | São Paulo (Bundesstaat) | São Paulo   | 2      | 1      | 3      |
|  | São Paulo (Bundesstaat) | São Paulo   | 1          | 2          | 3          |  |  |                         |             |        |        |        |
|  | São Paulo (Bundesstaat) | Palmeiras   | 1          | 2          | 3          |  |  |                         |             |        |        |        |
|  |                         |             |            |            |            |  |  |                         |             |        |        |        |

### Halbfinale
| Datum     |             | Ergebnis  |             | Ort      |
| --------- | ----------- | --------- | ----------- | -------- |
| 20. April | São Caetano | 1:1 (1:1) | Corinthians | Pacaembu |
| 28. April | Corinthians | 3:1 (0:1) | São Caetano | Morumbi  |
| Gesamt:   | São Caetano | 2:4       | Corinthians |          |

| Datum     |           | Ergebnis  |           | Ort     |
| --------- | --------- | --------- | --------- | ------- |
| 21. April | São Paulo | 1:1 (0:0) | Palmeiras | Morumbi |
| 27. April | Palmeiras | 2:2 (2:1) | São Paulo | Morumbi |
| Gesamt:   | São Paulo | (a)3:3(a) | Palmeiras |         |

## Finale

### Hinspiel
| FC São Paulo                                             | FC São Paulo | SC Corinthians | SC Corinthians |
| -------------------------------------------------------- | --- | --- | -------------- |
| FC São Paulo                                             | \| 5. Mai 2002 in São Paulo (Estádio do Morumbi) \| \| Ergebnis: 2:3 (1:0) \| \| Zuschauer: 35.514 \| \| Schiedsrichter: Edílson Pereira de Carvalho ( São Paulo) \|                                      | \| 5. Mai 2002 in São Paulo (Estádio do Morumbi) \| \| Ergebnis: 2:3 (1:0) \| \| Zuschauer: 35.514 \| \| Schiedsrichter: Edílson Pereira de Carvalho ( São Paulo) \|         | SC Corinthians |
| FC São Paulo                                             | Rogério Ceni – Juliano Belletti, Émerson, Jean, Gustavo Nery – Fábio Simplício, Claudio Maldonado, Adriano , Lúcio Flávio – Dill , Reinaldo Reserve Souza , Júlio Baptista Cheftrainer: Nelsinho Baptista | Dida – Rogério, Fábio Luciano, Anderson, Kléber – Fabrício , Vampeta, Ricardinho – Deivid, Leandro , Gil Reserve Fabinho , Renato Abreu Cheftrainer: Carlos Alberto Parreira | SC Corinthians |
| FC São Paulo                                             | 1:0 Adriano (16., Elfmeter) 2:3 Belletti (69.) | 1:1 Deivid (47.) 1:2 Leandro (53.) 1:3 Gil (64.) | SC Corinthians |
| FC São Paulo                                             | Émerson | Ricardinho, Gil | SC Corinthians |
| 5. Mai 2002 in São Paulo (Estádio do Morumbi)            | | |                |
| Ergebnis: 2:3 (1:0)                                      | | |                |
| Zuschauer: 35.514                                        | | |                |
| Schiedsrichter: Edílson Pereira de Carvalho ( São Paulo) | | |                |

### Rückspiel
| SC Corinthians                                       | SC Corinthians | FC São Paulo | FC São Paulo |
| ---------------------------------------------------- | --- | --- | ------------ |
| SC Corinthians                                       | \| 12. Mai 2002 in São Paulo (Estádio do Morumbi) \| \| Ergebnis: 1:1 (1:1) \| \| Zuschauer: 53.414 \| \| Schiedsrichter: Paulo César de Oliveira ( São Paulo) \|           | \| 12. Mai 2002 in São Paulo (Estádio do Morumbi) \| \| Ergebnis: 1:1 (1:1) \| \| Zuschauer: 53.414 \| \| Schiedsrichter: Paulo César de Oliveira ( São Paulo) \|                                                           | FC São Paulo |
| SC Corinthians                                       | Dida – Rogério, Fábio Luciano, Anderson, Kléber – Fabrício, Vampeta, Ricardinho – Deivid, Leandro , Gil Reserve Fabinho , Renato Abreu Cheftrainer: Carlos Alberto Parreira | Rogério Ceni – Juliano Belletti, Reginaldo Sossai, Jean, Gustavo Nery – Fábio Simplício , Claudio Maldonado, Adriano , Lúcio Flávio – Kaká, Reinaldo Reserve Souza , Júlio Baptista , Rafael Cheftrainer: Nelsinho Baptista | FC São Paulo |
| SC Corinthians                                       | 1:1 Rogério (77.) | 0:1 Reinaldo (2.) | FC São Paulo |
| SC Corinthians                                       | Fábio Luciano, Gil | Sossai, Maldonado | FC São Paulo |
| 12. Mai 2002 in São Paulo (Estádio do Morumbi)       | | |              |
| Ergebnis: 1:1 (1:1)                                  | | |              |
| Zuschauer: 53.414                                    | | |              |
| Schiedsrichter: Paulo César de Oliveira ( São Paulo) | | |              |

## Torschützenliste
| Pl. | Nat.        | Spieler          | Klub             | Tore |
| --- | ----------- | ---------------- | ---------------- | ---- |
| 1   | Brasilianer | França           | FC São Paulo     | 19   |
| 2   | Brasilianer | Dodô             | Botafogo FR      | 17   |
| 3   | Brasilianer | Romário          | CR Vasco da Gama | 13   |
|     | Brasilianer | Washington       | AA Ponte Preta   | 13   |
| 4   | Brasilianer | Ricardo Oliveira | Portuguesa       | 12   |

## Abschlusstabellen
Ursprünglich war die Fortführung als Liga mit Auf- und Abstiegen getrennt nach Bundesstaaten geplant. Entsprechend wurde Abschlusstabellen erstellt, wobei die Finalrunde nicht mit einbezogen wurde. Diese hatten aber keine effektiven Auswirkungen mehr, nachdem das Turnier nicht mehr durchgeführt worden war.

### Tabelle Rio de Janeiro
| Pl. | Verein     | Sp. | S | U | N  | Tore    | Diff. | Punkte |
| --- | ---------- | --- | - | - | -- | ------- | ----- | ------ |
| 1.  | Fluminense | 15  | 7 | 3 | 5  | 033:230 | +10   | 24     |
| 2.  | Vasco      | 15  | 6 | 6 | 3  | 032:230 | +9    | 24     |
| 3.  | Botafogo   | 15  | 6 | 5 | 4  | 032:250 | +7    | 23     |
| 4.  | Flamengo   | 15  | 4 | 3 | 8  | 034:380 | −4    | 15     |
| 5.  | Americano  | 15  | 3 | 2 | 10 | 020:370 | −17   | 11     |
| 6.  | Bangu      | 15  | 1 | 5 | 9  | 018:380 | −20   | 08     |
| 7.  | America    | 15  | 2 | 1 | 12 | 015:490 | −34   | 07     |

### Tabelle São Paulo
| Pl. | Verein      | Sp. | S | U | N | Tore    | Diff. | Punkte |
| --- | ----------- | --- | - | - | - | ------- | ----- | ------ |
| 1.  | Corinthians | 15  | 9 | 4 | 2 | 030:140 | +16   | 31     |
| 2.  | Palmeiras   | 15  | 9 | 4 | 2 | 034:230 | +11   | 31     |
| 3.  | São Paulo   | 15  | 8 | 2 | 5 | 047:310 | +16   | 26     |
| 4.  | São Caetano | 15  | 8 | 1 | 6 | 023:180 | +5    | 25     |
| 5.  | Jundiaí FC  | 15  | 6 | 5 | 4 | 032:270 | +5    | 23     |
| 6.  | Santos      | 15  | 6 | 5 | 4 | 025:200 | +5    | 23     |
| 7.  | Portuguesa  | 15  | 6 | 2 | 7 | 027:370 | −10   | 20     |
| 8.  | Ponte Preta | 15  | 5 | 5 | 5 | 029:280 | +1    | 20     |
| 9.  | Guarani     | 15  | 5 | 5 | 5 | 019:190 | ±0    | 20     |